# لطيف أديديمجي
أديتولا عبد اللطيف أديديمجي (بالإنجليزية: Adetola Abdullateef Adedimeji)‏ (مواليد 1 فبراير 1986)، هُو مُمثل ومُخرج أفلام نيجيري.